# Melipotis goniosema
Melipotis goniosema är en fjärilsart som beskrevs av George Francis Hampson 1926. Melipotis goniosema ingår i släktet Melipotis och familjen nattflyn. Inga underarter finns listade i Catalogue of Life.